# Notocalviceps
Notocalviceps är ett släkte av skalbaggar. Notocalviceps ingår i familjen vivlar.
Kladogram enligt Catalogue of Life:
| Notocalviceps | \| \| Notocalviceps punctipennis \| \| \| \| \| \| Notocalviceps rarus \| \| \| \| |
|               | \| \| Notocalviceps punctipennis \| \| \| \| \| \| Notocalviceps rarus \| \| \| \| |
|               | Notocalviceps punctipennis                                                         |
|               |                                                                                    |
|               | Notocalviceps rarus                                                                |
|               |                                                                                    |